# Шитьково (посёлок)
Шитьково — посёлок в Волоколамском районе Московской области России, входит в состав сельского поселения Спасское.

## География
Расположен на западе Московской области, в юго-восточной части Волоколамского района, примерно в 10 км к юго-востоку от города Волоколамска. В посёлке одна улица — Болотная. Ближайшие населённые пункты — деревни Шитьково, Соснино и Морозово. В 1 км к востоку от посёлка находится озеро Стекло. Рядом с посёлком ведётся добыча торфа.

## Население
| 1926 | 2002 | 2006 | 2010 |
| ---- | ---- | ---- | ---- |
| 4    | ↗7   | ↘2   | ↗4   |